# Rodrigo Chaves Robles
Rodrigo Chaves Robles (ur. 10 czerwca 1961 w San José) – kostarykański polityk i ekonomista. Od 8 maja 2022 Prezydent Kostaryki. Od 2019 do 2020 minister finansów w rządzie prezydenta Quesady. 

## Życiorys
Urodził się w stolicy Kostaryki, jego rodzicami byli Rodrigo Chaves Arguedas i Alicia Robles Jiménez. Jego ojciec był ochroniarzem i kierowcą prezydenta José Figueresa. 
Uzyskał doktorat w zakresie ekonomii na Uniwersytecie Stanu Ohio, następnie przez ponad 27 lat pracował w Banku Światowym,  pełnił także funkcję dyrektora Banku Światowego w Indonezji. 26 listopada 2019 został powołany na urząd ministra minansów, który pełnił do maja 2020.
3 kwietnia 2022 zwyciężył w wyborach prezydenckich, zdobywając w drugiej turze 1 035 388 głosów (53% poparcia), wobec 924 699 głosów José Maríi Figueresa –kandydata Partii Wyzwolenia Narodowego. Został zaprzysiężony na urzędzie prezydenta 8 maja. 

## Życie prywatne
Jest żonaty z łotewską ekonomistką Signe Zeicate, ma dwie córki.